# Mikalaj Solatau
Mikalaj Aljaksandrawitsch Solatau (belarussisch Мікалай Аляксандравіч Золатаў; * 11. November 1994 in Wizebsk) ist ein belarussischer Fußballspieler.

## Karriere

### Verein
Solatau begann seine Karriere beim FK Wizebsk. Zur Saison 2013 wechselte er in die Jugend des FK Schachzjor Salihorsk. Im Juni 2014 stand er erstmals im Profikader von Schachzjor. Zur Saison 2015 kehrte er leihweise nach Wizebsk zurück. Dort debütierte er im April 2015 gegen Hranit Mikaschewitschy in der Wyschejschaja Liha. Während der Leihe kam er zu 16 Einsätzen in der höchsten belarussischen Spielklasse. Zur Saison 2016 kehrte er zunächst nach Salihorsk zurück, ehe er im April 2016 ein zweites Mal nach Wizebsk verliehen wurde. Diesmal absolvierte er 23 Partien in der Wyschejschaja Liha. Zur Saison 2017 wurde Solatau von Wizebsk fest verpflichtet. In der Spielzeit 2017 kam er zu 21 Einsätzen. In der Saison 2018 verpasste der Außenverteidiger lediglich ein Spiel und kam auf 29 Saisoneinsätze. In der Saison 2019 spielte er 25 Mal. Im Januar 2020 wechselte Solatau nach Russland zu Ural Jekaterinburg. Für Ural absolvierte er bis zum Ende der Saison 2019/20 sieben Partien in der Premjer-Liga. Nach weiteren acht Einsätzen bis zur Winterpause 2020/21 wechselte er im Februar 2021 in die Ukraine zu Kolos Kowaliwka. Dort kam er nur unregelmäßig zum Einsatz und nach Beginn des Krieges wurde er im April 2022 zum SC Bastia in die französische Ligue 2 verliehen.

### Nationalmannschaft
Solatau absolvierte von 2014 bis 2016 zwanzig Partien für die belarussische U-21-Auswahl. Im September 2019 stand er gegen Estland erstmals im Kader der A-Nationalmannschaft. Für diese debütierte er im selben Monat, als er in einem Testspiel gegen Wales in der Startelf stand.